# Willesden Junction (Metropolitano de Londres)
A  Estação Willesden Junction é uma estação de Harlesden Network Rail, noroeste de Londres, e é servida pela London Overground e pelo Metro de Londres. É cerca de uma milha a sul da aldeia de Willesden e na ponta sul da antiga Municipal Borough of Willesden.